# Historia kościelna

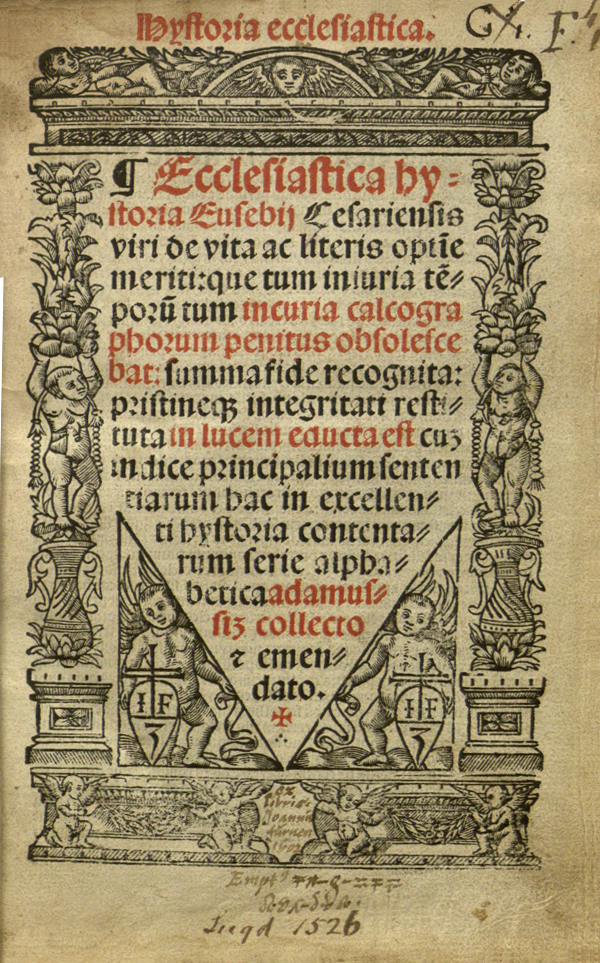
Wydanie Historii Kościelnej z 1526 r.

Historia kościelna (grec. Ἐκκλησιαστικὴ ἱστορία; łac. Historia Ecclesiastica vel Historia Ecclesiae) – pionierskie dzieło opisujące wczesną historię chrześcijaństwa z IV wieku napisane przez Euzebiusza, w języku greckim. Po dziś dzień jest to podstawowe źródło o wczesnym chrześcijaństwie. 
Uważa się, że jest to najważniejsze dzieło Euzebiusza, powstało w latach 303-324. Autor ma nastawienie apologetyczne, a głównym jego celem jest ukazanie wyższości chrześcijaństwa nad innymi religiami. Autor zajmuje się głównie tym, co go interesuje, nie dba o zachowanie właściwych proporcji.
Dzieło dzieli się na dziesięć ksiąg. Euzebiusz miał dostęp do biblioteki w Cezarei i wykorzystał przechowywane w niej dokumenty i dzieła. Przytacza też i cytuje dokumenty oraz pisma wczesnochrześcijańskich autorów, które zaginęły.
Podział na księgi jest wynikiem długości zwojów papirusu, jakie Euzebiusz miał do dyspozycji i nie jest to podział logiczny.
Przyjmuje się, że dzieło miało kilka redakcji, dokonanych przez samego Euzebiusza.
Jeszcze w starożytności dzieło zostało przełożone na inne języki: łaciński, syryjski, ormiański. Pierwsze wydanie drukiem ukazało się w roku 1544, wydawcą był Robert Estienne. Na język polski przełożył Arkadiusz Lisiecki w 1924 roku. 

## Wydania w języku polskim
- Historia kościelna. przeł. Arkadiusz Lisiecki. Poznań: 1924. Brak numerów stron w książce
- Historia kościelna; O męczennikach palestyńskich. przeł. Arkadiusz Lisiecki. WAM, 1993. Brak numerów stron w książce
- Historia kościelna. Agnieszka Caba (przekład na podst. przeł. Arkadiusza Lisieckiego); Henryk Pietras (opr.). Wyd. 2 zm. Kraków: Wydawnictwo WAM, 2013, seria: Źródła Myśli Teologicznej 70. ISBN 978-83-7318-938-6. Brak numerów stron w książce